# Tyros Reffa
Tyros Reffa è un personaggio di finzione de Il preludio a Dune di Brian Herbert e Kevin J. Anderson.

## Vicende legate al personaggio
Figlio dell'Imperatore Padishah Corrino Elrood IX e della sua concubina Shando Balut (successivamente divenuta Lady Shando Vernius grazie al suo matrimonio con Dominic Vernius), al momento della sua nascita Tyros Reffa viene affidato dal padre alle cure di Glax Othn, rappresentante della Casa Taligari, che lo porta con sé sul pianeta Zanovar.
Reffa cresce lontano dai propri genitori, senza che né i membri della famiglia Corrino, né di quella Vernius ne conoscano l'esistenza, ma consapevole del proprio lignaggio e di non poter accampare diritti sul trono (a cui comunque non sembra essere interessato).
Divenuto il nuovo Imperatore Padisha, Shaddam IV scopre l'esistenza di Tyros Reffa e, al fine di stroncare una sua eventuale rivendicazione del trono, decide di ucciderlo. Approfittando di un suo contrasto con la Casa Taligari (rea di aver illegalmente accumulato ingenti depositi di spezia), Shaddam IV ordina ai suoi soldati Sardaukar di distruggere il pianeta Zanovar: l'obbiettivo è quello di mascherare l'assassinio del fratellastro con un'ingente offensiva militare, ufficialmente lanciata contro la Casa Taligari.
Tyros Reffa, che poco prima dell'attacco si era recato su di un altro pianeta per assistere ad una rappresentazione teatrale, scampa miracolosamente al tentato omicidio, ma perde tutti i suoi averi e tutti i suoi affetti, primo fra tutti quello del precettore Glax Othn, morto nell'attacco delle truppe imperiali, e che egli considerava alla stregua di un padre.
Ormai senza nulla da perdere e assetato di vendetta, incontra il suo vecchio maestro Jongleur Holden Wong, convincendolo a farlo entrare nella sua compagnia teatrale, la quale ha in programma una rappresentazione sul pianeta Kaitain proprio in presenza dell'imperatore Shaddam IV. L'obiettivo di Reffa è quello di uccidere l'imperatore durante l'opera teatrale, attraverso un piccolo rubino in grado di lanciare un letale raggio laser.
Giunto però sul palco a pochi metri dal suo obbiettivo, Reffa non riesce ad uccidere il suo fratellastro, colpendo al suo posto una guardia Sardaukar: catturato, viene rinchiuso in isolamento in cella e sommariamente condannato a morte. Prima della sua esecuzione, l'ambasciatore ixiano Pilru Calmar riesce a corrompere alcune guardie e quindi ad avere un lungo colloquio con Reffa: durante tale incontro Tyros Reffa rivela a Pilru le sue nobili origini, il reale scopo dell'attacco contro il pianeta Zenovar, e si fa prelevare un vasto campione di materiali biologici, volti a comprovare la sua appartenenza alla Casa Corrino.
La sua esecuzione viene svolta personalmente da Shaddam IV attraverso la stessa arma con cui Tyros Reffa aveva tentato di uccidere l'imperatore. Le cellule di Reffa preservate da Pilru, oltre ad essere usate come prova contro Shaddam IV, sono utilizzate da Rhombur Vernius per far concepire alla moglie Tessia il figlio Bronson, colmando così il deficit dovuto alle menomazioni subite da Rhombur in seguito ad un attentato e ripristinando così la discendenza della Casa Vernius.